# R-5 (导弹)
R-5（中文譯名「胜利」）是苏联在冷战期间研发的一款中程弹道导弹。其升级版R-5M是苏联首款可搭载核武器的弹道导弹，北约代号为SS-3 Shyster（讼棍），GRAU编号为8K51。
R-5由OKB-1设计局研发，是一种单级导弹，配备可分离的弹头再入飞行器。其升级版R-5M是一款可携带核弹头的导弹，具有更大的有效载荷和重量，于1956年3月正式服役。该导弹部署在苏联西部和东部边境地区，并于1959年首次在苏联境外——东德——建立了苏联的核导弹基地。R-5M于1967年退役，由R-12导弹取代。
1958年，R-5A火箭被用于将两只狗发射到450（280英里）以上的高度。

## 描述

R-5

R-5是一种单级中程弹道导弹，射程为1,200（750英里），使用92%的乙醇作为燃料，液态氧作为氧化剂，干重为4,030（8,880磅）（加注燃料后为28,900（63,700磅）），并配备一具可分离的再入飞行器，有效载荷能力为1,000（2,200磅）。经过快速升级后，具备核能力的R-5M导弹长度略低于21（69英尺），直径为1.652（5英尺5.0英寸），干重为4,390（9,680磅）（加注燃料后为29,100（64,200磅）），有效载荷为1,350（2,980磅）。R-5的精度为纵向1.5（0.93英里）和横向1.25（0.78英里），远高于R-1和R-2导弹。凭借其射程（是R-1的五倍；是R-2的两倍多）、精度和核武器搭载能力，R-5M成为苏联第一款真正的战略导弹，可携带当量至少为80千吨当量的核弹头。后来，R-5M还配备了1兆吨的氢弹弹头。 

## 研发
R-1和R-2由NII-88在总设计师谢尔盖·科罗廖夫的指导下研发，本质上是对二战期间德国V-2火箭的直接继承。科罗廖夫的下一个设计是R-3，这是一种长达27（89英尺）、射程3,000（1,900英里）的导弹，是响应约瑟夫·斯大林1947年提出的“跨大西洋”洲际弹道导弹需求的大胆尝试。作为当时苏联规模最大、成本最高的弹道导弹项目，R-3的创新之处包括将燃料和氧化剂储箱与火箭框架一体化（而非分离）。此外，其前代导弹的大型重质石墨稳定翼被取消。R-3不再使用乙醇作为燃料，而是采用更高效的煤油。

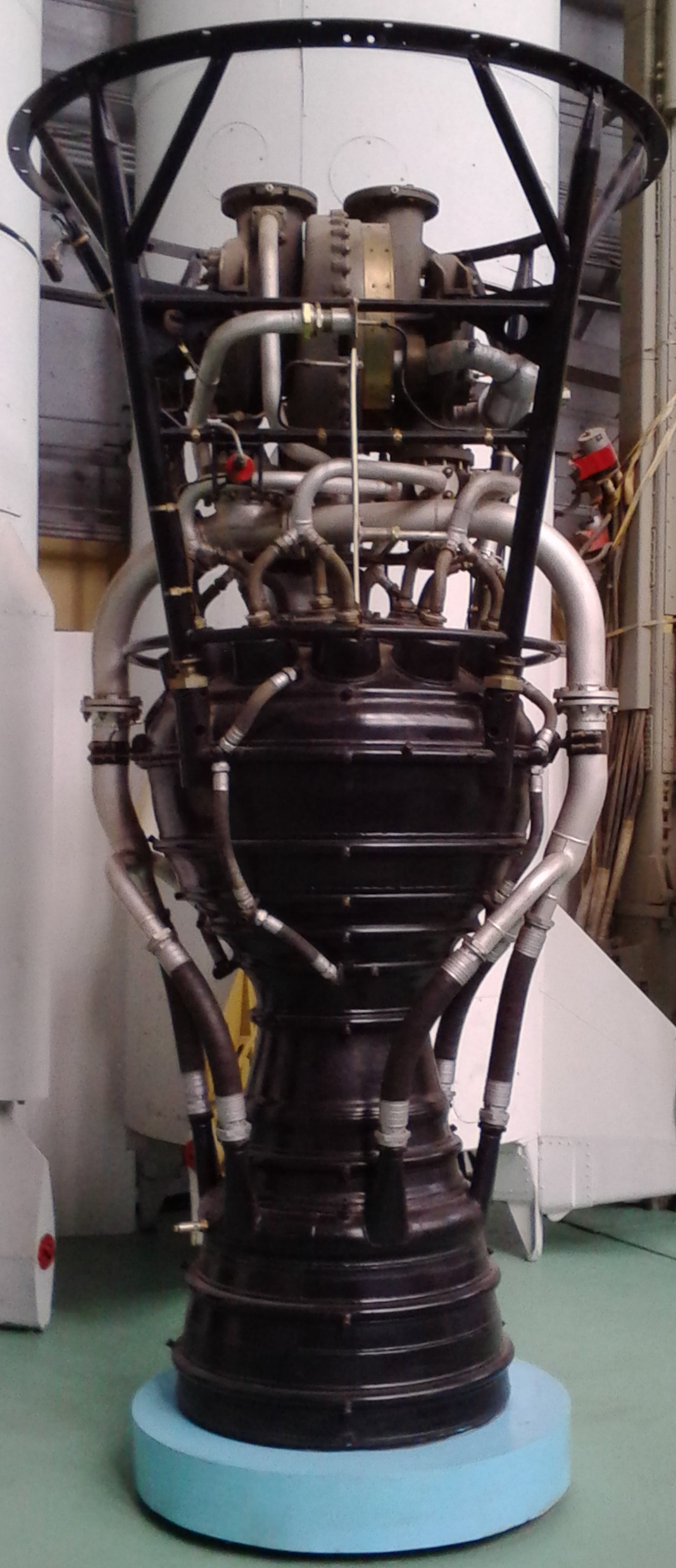
RD-103发动机

无论是OKB-486的瓦连京·格鲁什科，还是NII-1的亚历山大·波利亚尔尼，都无法为R-3设计提供所需的高级发动机。因此，在1951年春季，科罗廖夫修改了他的计划，转而专注于开发一种更容易实现的、作为洲际弹道导弹过渡的导弹。他的团队已经成功研制了R-3A，这是一种射程为900（560英里）的实验火箭。通过使用RD-103发动机（R-2导弹所用RD-101发动机的改进型号），并通过一体化储箱设计减轻火箭重量（同时将推进剂装载量比R-2增加60%），R-5的射程达到了1,200（750英里）。军方对这种渐进式设计比R-3的激进飞跃更有信心，因此研发工作迅速推进。R-5相比R-1/R-2的其他创新包括：用伺服电机驱动的小型空气动力舵取代R-1/R-2的大型稳定翼，以及使用纵向加速度积分器来提高发动机关闭的精度，从而提升导弹的准确性。R-5导弹采用自主惯性控制与横向无线电校正相结合的制导控制系统。 

## 测试
R-5于1953年3月15日至5月23日进行了首次系列测试，共发射了八枚导弹。在两次失败后，4月2日发射的第三枚火箭标志着成功测试的开始。随后在10月30日至12月期间又发射了七枚导弹，所有导弹均成功命中目标。为测试针对首次系列测试中发现的问题进行的改进，最后一次系列测试计划于1954年年中进行。这些测试于1954年8月12日开始，持续到1955年2月7日。这些测试验证了设计的可靠性，并为核弹头和探空火箭的改型铺平了道路。在最后一轮测试中出现的一个问题是，由于火箭在飞行过程中长弹体的弯曲，控制翼的振动逐渐加剧。这一问题在较短的R-1和R-2火箭上并未出现，但它对导弹的结构完整性构成了潜在威胁。弹体和燃料的振动还干扰了制导系统。通过解决这些问题所获得的经验不仅应用于R-5，还应用于包括R-7“谢苗尔卡”在内的所有后续导弹。

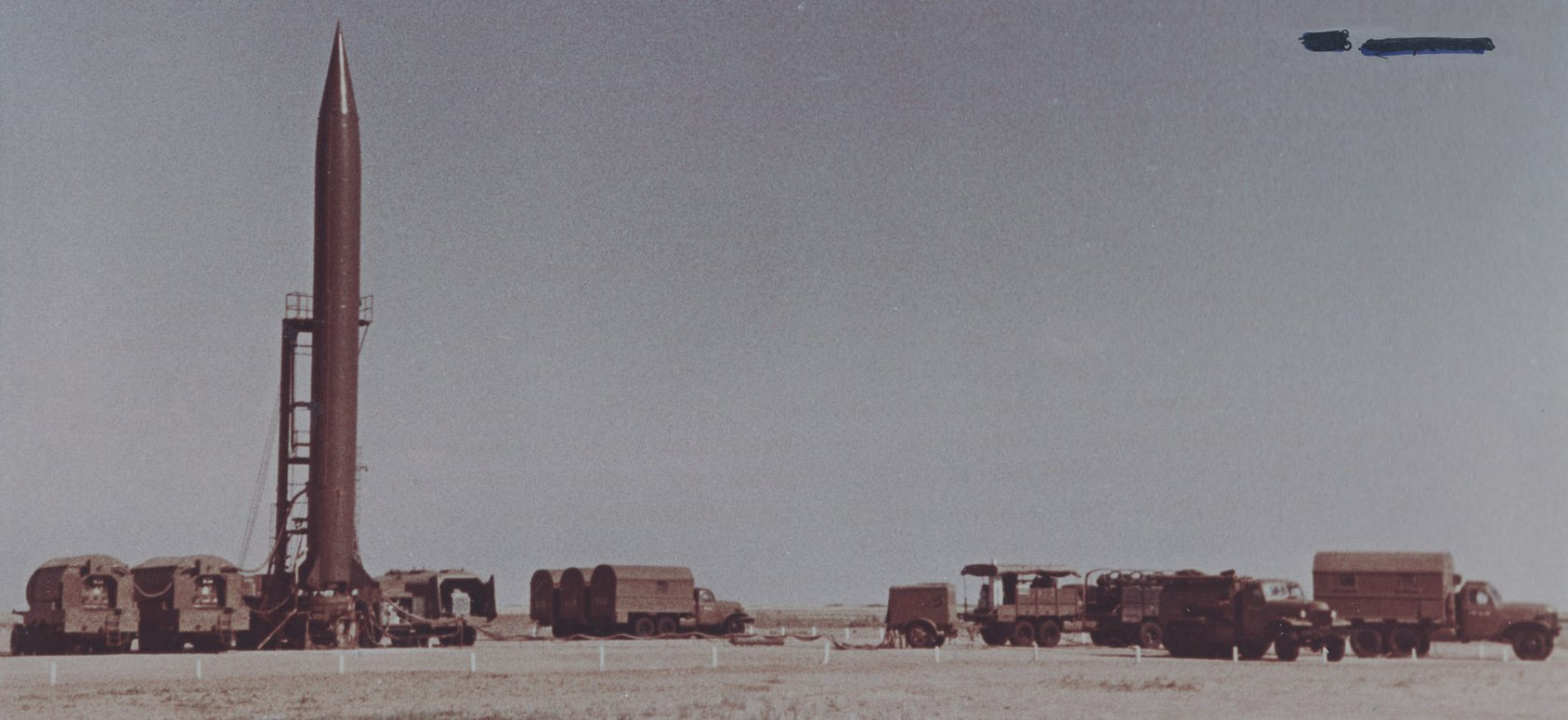
配备核弹头的R-5M处于待发射状态。

在完成R-5的设计后，研发工作转向了具备核能力的R-5M。R-5M具有相似的发射质量和射程，但设计用于携带核弹头。这种火箭将成为世界上第一款核导弹，是苏联在开发洲际弹道导弹（ICBM）之前的过渡武器，两者的开发均由苏联部长会议于1953年底下令启动。这种新型火箭的测试飞行从1955年1月持续到1956年2月。1956年2月2日的测试涉及一枚实弹核弹头，其当量不到3千吨。这次飞行使科罗廖夫和他的副手瓦西里·米申获得了“社会主义劳动英雄”称号，NII-88的20名工程师被授予列宁勋章。

## 服役
R-5于1955年进入军队服役。R-5M则于1956年3月服役，并被赋予代号“8K51”。1956年6月2日，R-5M正式编入战略火箭军。在接下来的两年中，共部署了48枚导弹，主要位于苏联西部边境附近。这些导弹于1959年首次进入战备状态。这种可通过公路运输的导弹可以在任何土壤稳定或混凝土覆盖的场地上垂直竖立并发射。准备导弹发射大约需要5小时，之后导弹可以保持待发状态（反应时间约为15分钟）长达1小时。 
最初部署的R-5M携带当量为80千吨或更高的核弹头，后来在波罗的海国家、克里米亚和俄罗斯远东地区执勤的导弹上安装了1兆吨的氢弹弹头。1959年，R-5M被部署在东德的福格尔桑、策德尼克和菲尔斯滕贝格/哈弗尔，这是苏联在境外建立的首批核导弹基地。R-5M被美国国防部称为SS-3，北约代号为“Shyster”讼棍。R-5M于1967年退役，被更高效的R-12取代。

## 改型
R-5的科学研究版，即R-5A，于1958年完成。其首次飞行于1958年2月21日进行，在随后的三次飞行中，火箭将成对的太空狗送至超过400（250英里）的高度，提供了9分钟的失重环境。R-5的其他改型，包括R-5B、R-5V和Vertikal，被用于设备测试和科学研究，一直使用到20世纪70年代。

## 使用者
苏联
- 苏联军队

## 脚注

### 引文
1. 1 2 3 4  . Federation of Atomic Scientiits. 29 July 2000.
2. ↑  . Johnston's Archive.   [2025-03-06]. （原始内容存档于2008-10-08）.
3. 1 2  沈如松 (2018)，第271頁.
4. ↑  Chertok (2006)，第48–49頁.
5. 1 2 3 4  Chertok (2006)，第285頁.
6. ↑  Siddiqi (2000)，第57–61頁.
7. ↑  Siddiqi (2000)，第69–76, 97–101頁.
8. ↑  Siddiqi (2000)，第100–101頁.
9. ↑  Siddiqi (2000)，第120, 138頁.
10. ↑  Chertok (2006)，第188–189頁.
11. ↑  Chertok (2006)，第242–243頁.
12. ↑  Chertok (2006)，第275頁.
13. 1 2  Asif Siddiqi. . 2021  [28 October 2021]. （原始内容存档于2 February 2023）.
14. 1 2  Chertok (2006)，第242頁.
15. ↑  Chertok (2006)，第245頁.
16. ↑  Stephen Evans. . BBC News. 25 October 2012.
17. ↑  Harvey & Zakutnyaya (2011)，第22頁.
18. ↑  Harvey & Zakutnyaya (2011)，第22–23頁.
19. ↑  Mark Wade. . Astronautix.   [28 October 2023]. （原始内容存档于2016-08-20）.